# 비바 마리아!
《비바 마리아!》(Viva Maria!)는 1965년 개봉한 프랑스의 코미디, 모험 영화이다. 루이 말이 감독과 공동각본을 맡았다.

## 출연

### 주연
- 브리지트 바르도
- 잔느 모로

### 조연
- 폴레트 더보스
- 클로디오 브룩
- 카를로스 로페즈 목테즈마
- 폴도 벤단디
- 프란시스코 레이규에라
- 조시 엔젤 에스피노사 페루스퀼라
- 조지 해밀턴
- 호세 바비에라
- 카를로스 리켈메

## 기타
- 조감독: 후안 루이스 브뉘엘
- 조감독: 폴커 슐렌도르프
- 미술: 버나드 에베인